# Afzelia
Afzelia es un género de plantas la subfamilia Caesalpinioideae dentro de la familia de las legumbres Fabaceae. Son árboles, nativos de zonas tropicales de África y Asia. Comprende 42 especies descritas y de estas, solo 12 aceptadas.

## Usos
Las especies de Afzelia se utilizan primariamente por su madera, aunque algunas tienen usos medicinales. Las semillas son rojas y blancas y usadas como granos.
Su madera se utiliza en la construcción de pistas de velódromos.

## Taxonomía
El género fue descrito por  James Edward Smith y publicado en Transactions of the Linnean Society of London 4: 221. 1798.
Etimología
Afzelia: nombre genérico otorgado en honor del botánico sueco Adam Afzelius.

## Especies aceptadas
A continuación se brinda un listado de las especies del género Afzelia aceptadas hasta julio de 2014, ordenadas alfabéticamente. Para cada una se indica el nombre binomial seguido del autor, abreviado según las convenciones y usos.	
- Afzelia africana Pers.
- Afzelia bella Harms
- Afzelia bipindensis Harms
- Afzelia bracteata Benth.
- Afzelia javanica (Miq.) J.Leonard
- Afzelia martabanica (Prain) J.Leonard
- Afzelia pachyloba Harms
- Afzelia parviflora (Vahl) Hepper
- Afzelia peturei De Wild.
- Afzelia quanzensis Welw.
- Afzelia rhomboidea (Blanco) S.Vidal
- Afzelia xylocarpa (Kurz) Craib